# Điệp thức pháp lý
Legal doublet, tức điệp thức pháp lý, là cụm từ chuẩn hóa được sử dụng thường xuyên trong ngôn ngữ pháp lý tiếng Anh, gồm có hai từ hoặc ba từ trở lên, có trật tự không thể thay đổi và thường đồng nghĩa với nhau, hay được kết nối bằng and, ví dụ như cease and desist.
Việc đặt cụm hai từ, hay đôi khi thậm chí cụm ba từ, như thế thường là bắt nguồn từ sự quá độ từ ngôn ngữ này sang ngôn ngữ khác cho mục đích pháp lý. Tình hình bao gồm tại Britain, ở đấy thuật ngữ bản địa tiếng Anh được nối chung với thuật ngữ Latin hoặc tiếng Pháp pháp luật; và tại các nước nói ngữ hệ Roman, ở đấy thuật ngữ Latin được nối chung với thuật ngữ bản xứ. Để bảo đảm ai cũng hiểu, thuật ngữ từ cả hai ngôn ngữ đều được giữ lại và dùng chung với nhau. Điều này phản ánh tương tác giữa pháp luật German và pháp luật Roman theo sau sự suy tàn của Đế quốc La Mã. Các cụm từ như vậy thường là trùng ngữ, có dạng nhị thức không thể đảo ngược.
Trong các trường hợp khác, hai thành phần lại có ý nghĩa hơi khác nhau, sự sai khác ý nghĩa như vậy thì đã cổ hoặc chỉ thấy rõ được với giới luật sư. Ví dụ như ways and means (ways là chỉ cách thức còn means là chỉ nguồn lực) là khác nhau được, tương tự tools and materials, hay equipment and funds, đều khác nhau được—nhưng trên thực tế sự khác biệt giữa hai từ như vậy thường là không quan trọng ở ngoài ngữ cảnh pháp lý và chỉ là được dùng như sáo ngữ mà thôi.
Ngoài ra, điệp thức pháp lý nảy sinh và tồn tại đến giờ còn có thể bởi vì giới luật sư sự vụ và nhân viên mà chuyên soạn thảo các văn bản chuyển nhượng cùng với các tài liệu khác, thì họ được trả tiền theo số từ, nên có xu hướng viết cho dài dòng ra.
Việc sử dụng theo thói quen như vậy bị một số học giả pháp lý chê trách là dư thừa trong các văn bản pháp lý hiện đại.

## Danh sách các cụm hai từ (doublet) pháp lý phổ biến trong tiếng Anh
- abuttals and boundaries
- accord and satisfaction
- acknowledge and confess
- aid and abet[1]
- all and sundry[4]
- all intents and purposes
- alter or change[1]
- amity and commerce
- appropriate and proper[1]
- arbitrary and capricious
- art and part
- as and when
- assault and battery
- bind and obligate[1]
- breaking and entering
- butts and bounds
- by and between[5]
- care and attention
- cease and desist[1]
- covenant and agree[1]
- deem and consider[1]
- demise and lease[1]
- depose and say
- drunk and disorderly
- due and payable[1]
- expressed or implied
- facts and circumstances
- final and conclusive[1]
- fit and proper
- for all intents and purposes
- for and on behalf of
- foul and abusive language
- free and clear
- from now and henceforth
- full faith and credit[1]
- furnish and supply[1]
- goods and chattels
- have and hold[1]
- heirs and successors
- high crimes and misdemeanors
- hue and cry
- indemnify and hold harmless[1]
- infangthief and outfangthief
- joint and several
- keep and perform[1]
- kind and nature[1]
- law and order
- legal and valid[1]
- let or hindrance
- lewd and lascivious conduct
- liens and encumbrances[1]
- make and enter into[1]
- marque and reprisal
- metes and bounds
- mind and memory[6]
- null and void[1]
- over and above[1]
- oyer and terminer
- pains and penalties
- part and parcel[1]
- perform and discharge[1]
- power and authority[1]
- sac and soc
- sale or transfer[1]
- signed and sealed[7]
- sole and exclusive[1]
- successors and assigns[1]
- terms and conditions[1]
- then and in that event[1]
- toll and team
- true and correct[1]
- use and wont
- waif and stray
- ways and means
- wear and tear
- will and testament

## Danh sách các cụm ba từ (triplet) pháp lý phổ biến trong tiếng Anh
- arbitrary, capricious and unreasonable
- cancel, annul and set aside[1]
- convey, transfer and set over[1]
- give, devise and bequeath[1]
- grant, bargain and sell[1]
- name, constitute and appoint[1]
- null, void and of no effect
- tamper with, damage, or destroy
- ordered, adjudged and decreed[4]
- peace, amity and commerce
- remise, release and forever quit claim[1]
- rest, residue and remainder[1]
- right, title and interest[1]
- signed, sealed and delivered[4]
- to all intents, constructions and purposes[8]
- way, shape or form